# Guano Apes
Pour les articles homonymes, voir Guano (homonymie).

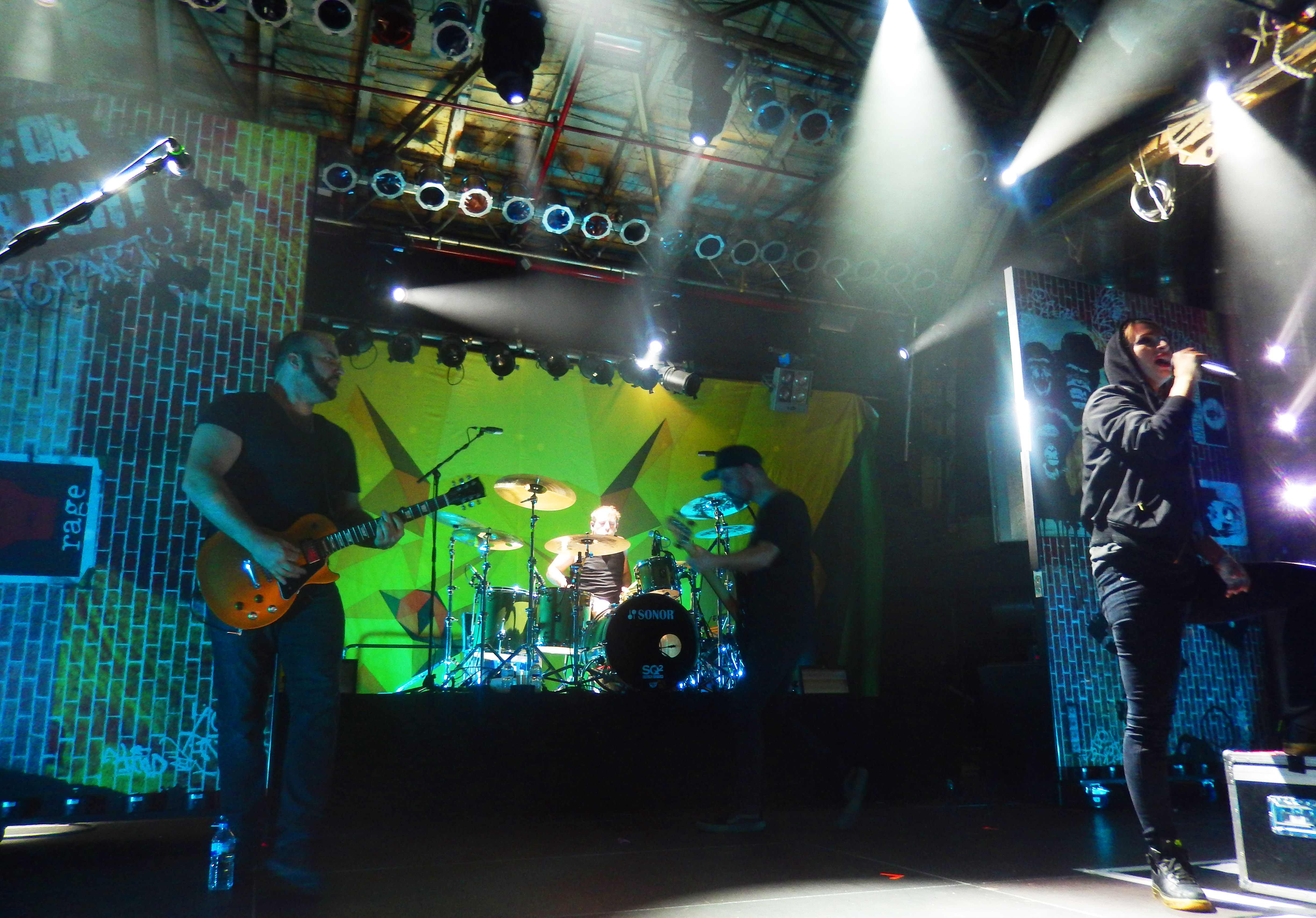
Guano Apes à Sarrebruck en octobre 2017.

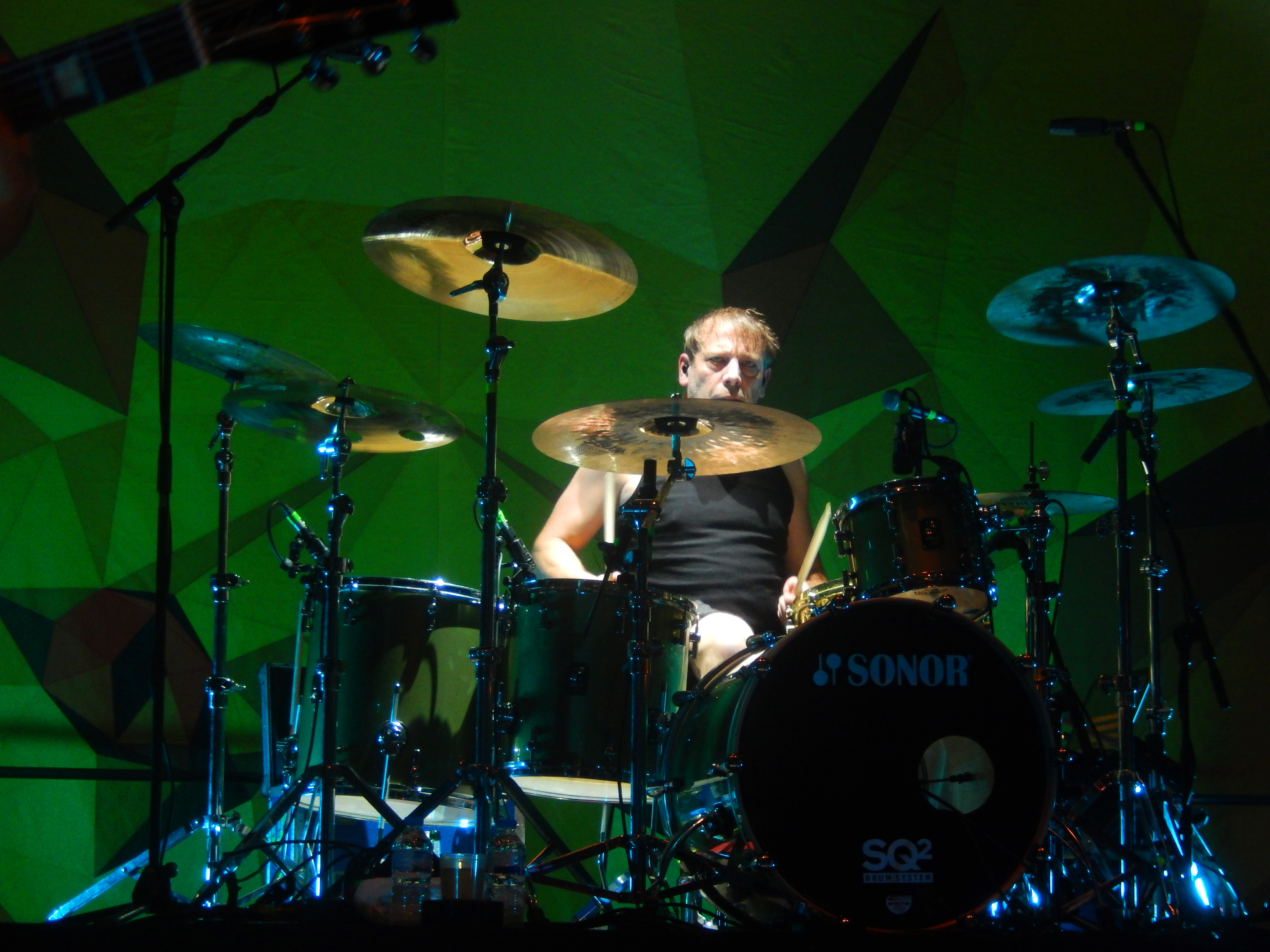
Guano Apes (Dennis Poschwatta) à Sarrebruck en 2017.

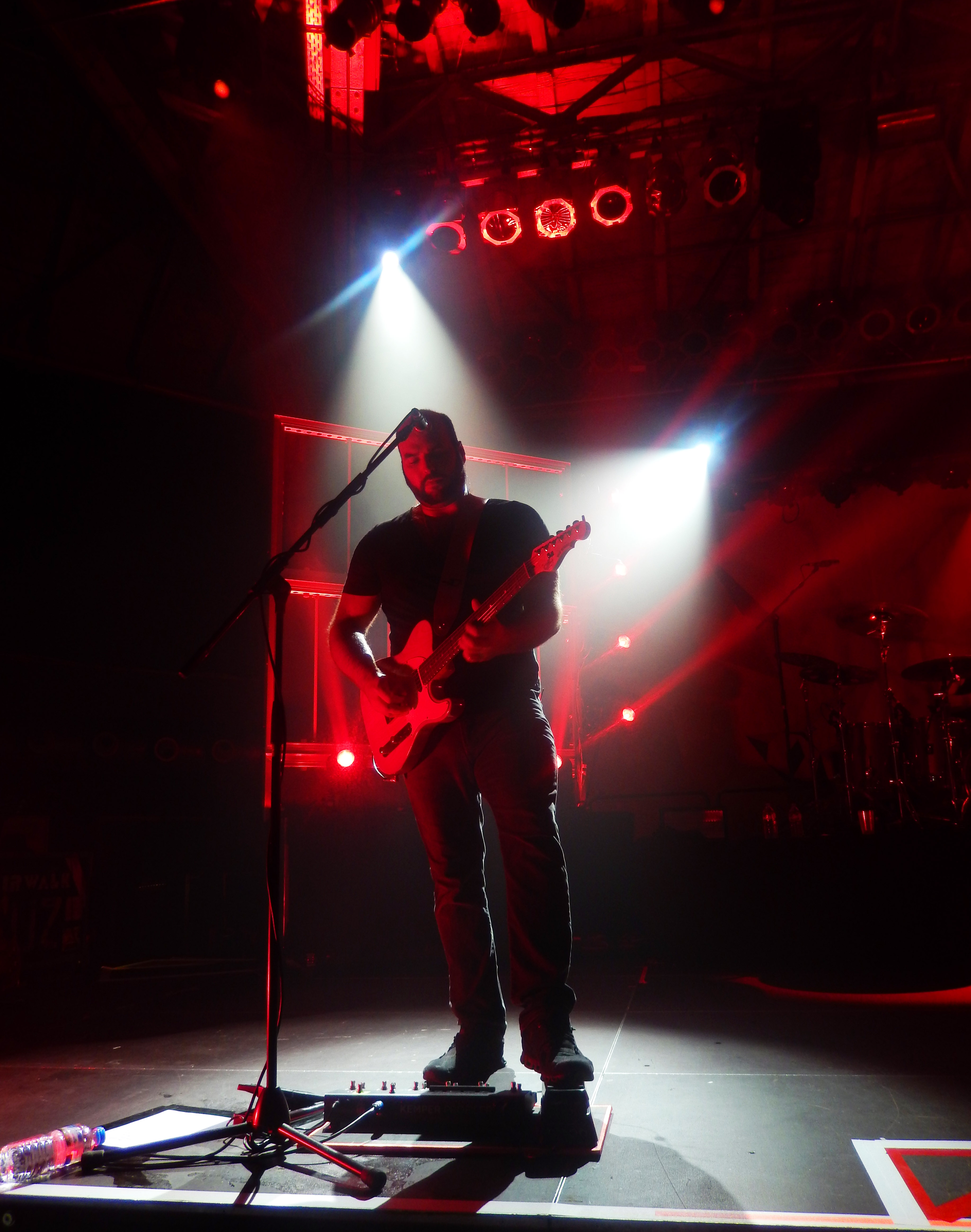
Guano Apes (Henning Rümenapp) à Sarrebruck en 2017.

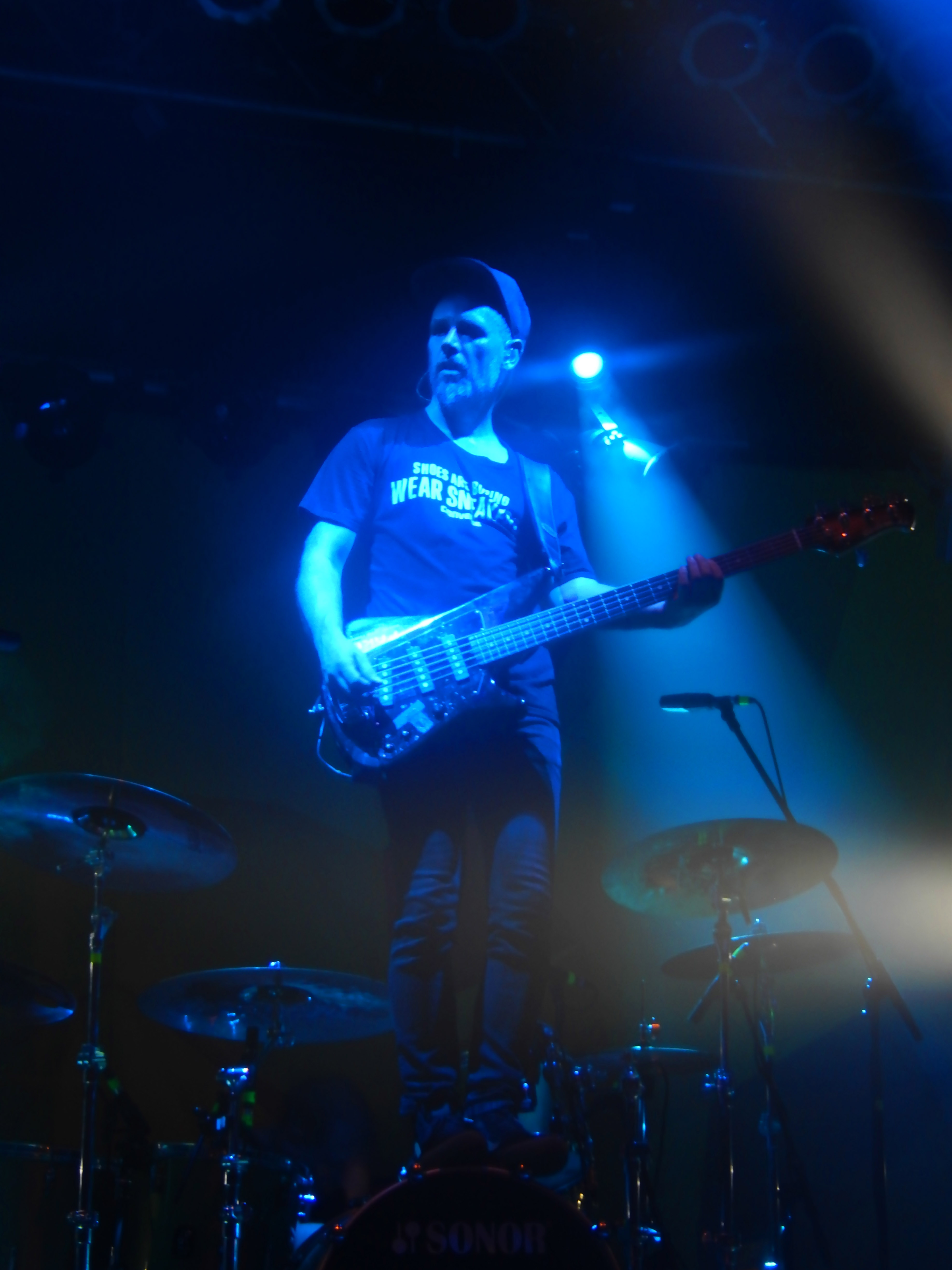
Guano Apes (Stefan Ude) à Sarrebruck en 2017.

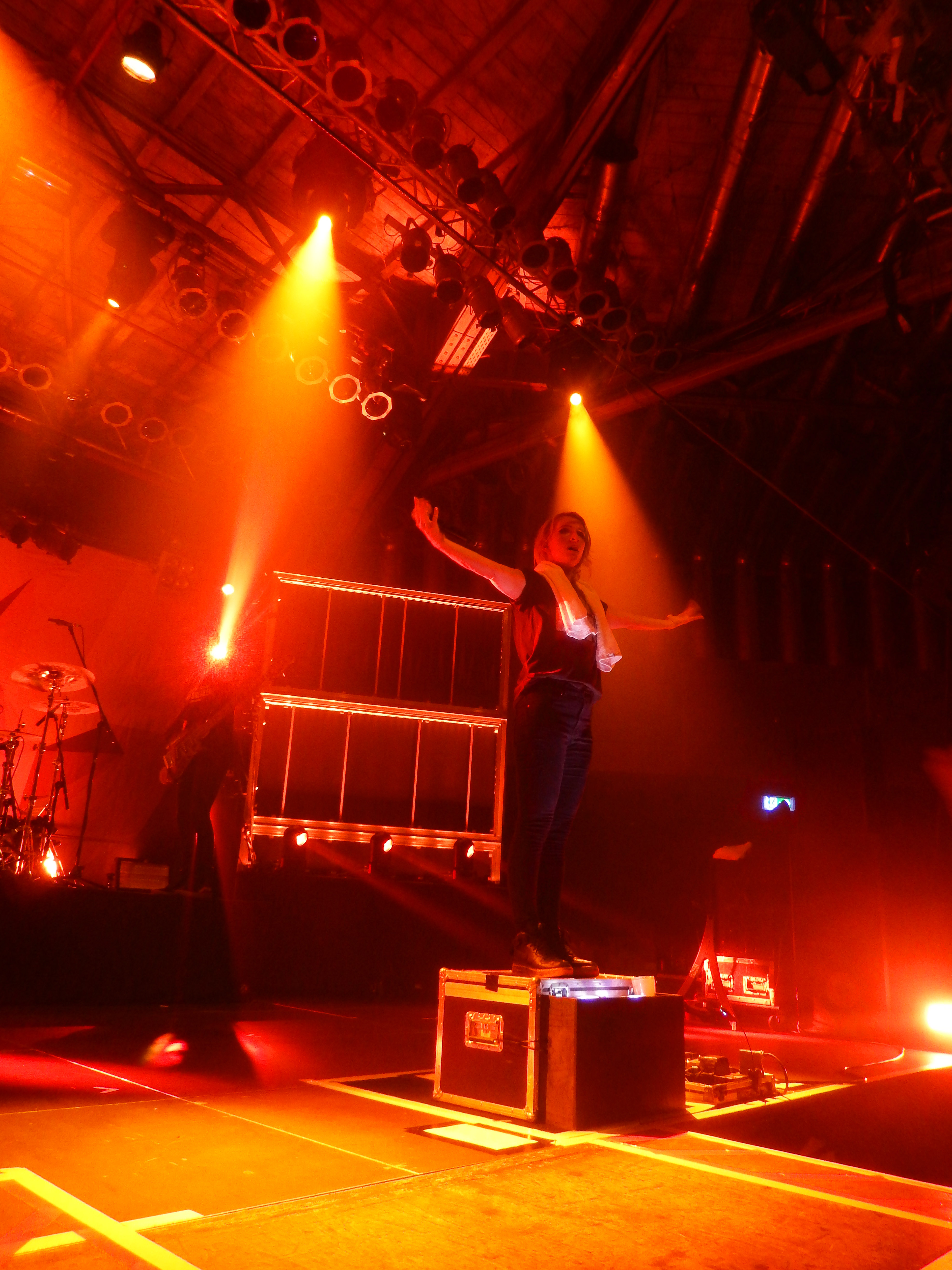
Guano Apes (Sandra Nasic) à Sarrebruck en 2017.

Guano Apes est un groupe allemand de rock et metal, originaire de Göttingen. 
Leur mélange de grunge et de heavy metal fait d'eux l'un des plus fructueux groupe de rock allemand. 
Guano Apes est formé en 1990 avec le guitariste Henning Rümenapp, le bassiste Stefan Ude et le batteur Dennis Poschwatta. La chanteuse Sandra Nasic rejoint le groupe en 1994. La carrière du groupe est lancée en 1996 après la victoire d'un concours local avec le titre Open Your Eyes. Cette chanson a également été leur premier single remportant le plus de succès. On retrouve ce titre dans leur premier album Proud Like a God sorti en 1997. Deux albums : Don't Give Me Names and Walking on a Thin Line, suivirent respectivement en 2000 et 2003. Le groupe se sépare après la parution de leur compilation Planet of the Apes et une dernière tournée en février 2005.
À la suite de cette séparation, Dennis Poschwatta abandonne la batterie et forme le groupe Tamoto. Il y sera entre autres rejoint par Henning Rümenapp et Stefan Ude. De son côté, Sandra Nasic entame une carrière solo dont le premier album est sorti en 2007. En 2009, le groupe se reforme à nouveau pour une série de concerts et de festivals à travers l'Europe. D'après le site officiel, ils seraient de retour en studio pour un nouvel album. Ils assurent la première partie des concerts de Scorpions durant la tournée française de ces derniers en novembre 2011.

## Biographie

### Formation et débuts (1994–2005)

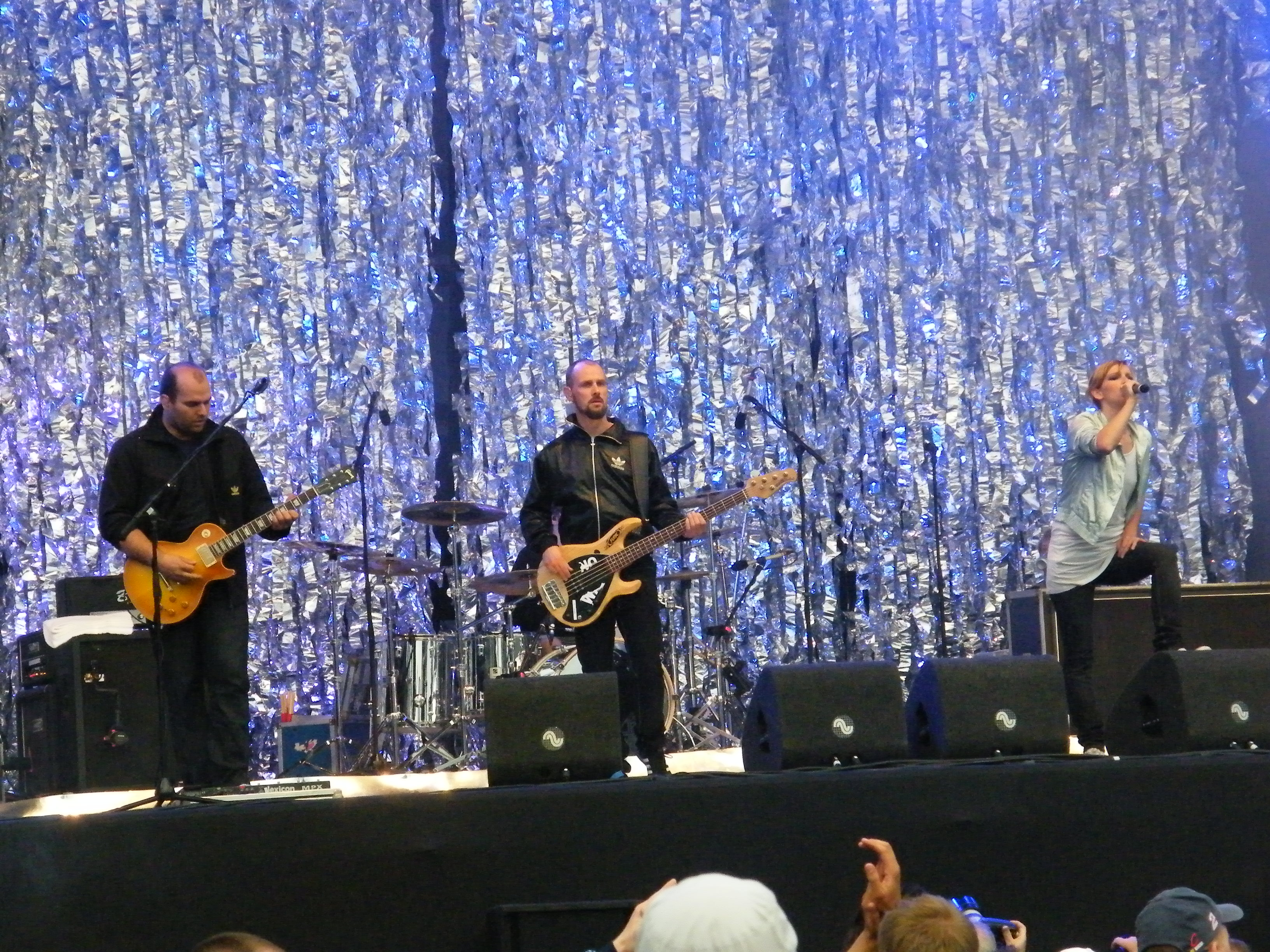
Guano Apes sur scène aux Pays-Bas en 2009.

Guano Apes est formé en 1994 à Göttingen, en Allemagne, par le guitariste Henning Rümenapp, le bassiste Stefan Ude et le batteur Dennis Poschwatta. La chanteuse Sandra Nasić se joint au groupe la même année. 
La carrière du groupe est propulsée en 1996 après avoir remporté la compétition Local Heroes, organisée par Viva TV, face à 1 000 compétiteurs avec la chanson Open Your Eyes. La chanson est leur premier single mais également le mieux accueilli, qui est suivi en octobre 1997 par un premier album, Proud Like a God, publié chez BMG et GUN/Supersonic Records. L'album atteint la quatrième place des classements allemands et est certifié disque de platine. Les chansons Lords of the Boards et Rain sont aussi publiées comme singles. Lords of the Boards est utilisée par l'European Snowboarding Championship de 1998.
La sortie de leur premier album est suivie par une tournée européenne et américaine de 18 mois. Open Your Eyes apparaît dans les films Fifty (1999) et Crusty 2000: The Metal Millennium (2000) de Warren Miller. Le single à part, Don't Turn Your Back on Me contribue à la bande-son de Meschugge en 1999.
En novembre 2000, Guano Apes publie son deuxième album studio, Don't Give Me Names chez BMG et GUN/Supersonic Records. Les chansons Big in Japan, No Speech, Living in a Lie et Dödel Up sont publiées comme singles. Big in Japan (une reprise de la chanson homonyme d'Alphaville) et No Speech sont diffusés à la radio. Leur troisième album, Walking on a Thin Line, est publié en mars 2003 chez BMG et GUN/Supersonic Records. L'album est soutenu par les singles You Can't Stop Me, Pretty in Scarlet et Quietly. En novembre 2003, Guano Apes publie l'album Guano Apes - Live. L'édition limitée comprend un DVD bonus de 80 minutes. En novembre 2004, le groupe sort un best-of intitulé Planet of the Apes. La compilation comprend aussi le single, Break the Line. Guano Apes se met en pause après une tournée en février 2005.

### Pause (2006–2009)

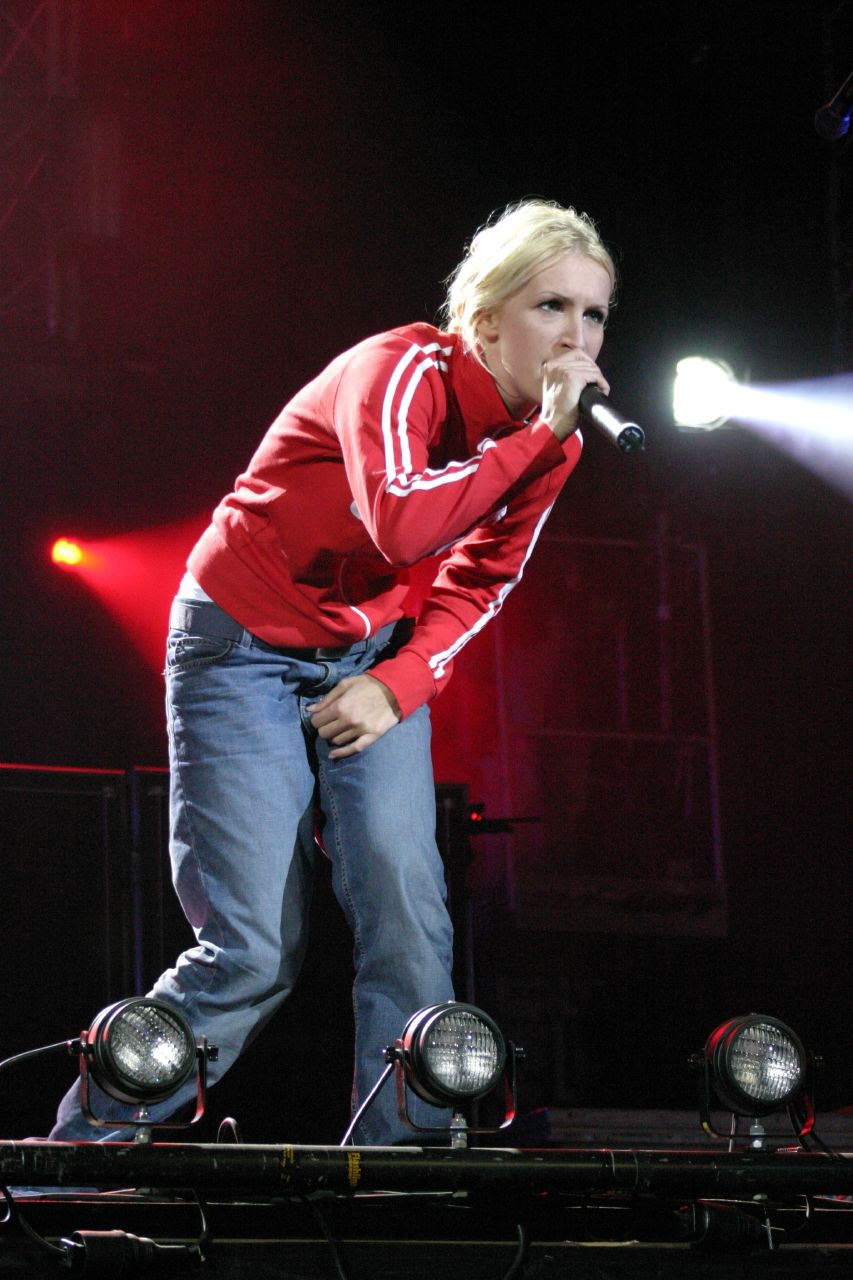
Sandra Nasić en 2003.

Après leur pause, une compilation, Lost (T)apes, est publiée en décembre 2006. Lost (T)apes comprend des démos exclusives enregistrées entre 1994 et 1995. Dennis Poschwatta se consacrera à son nouveau groupe, Tamoto, dans lequel il joue de la guitare puis de la batterie aux côtés du chanteur Markus Gumball (G-Ball). Stefan Ude participera aussi à l'enregistrement du premier album de Tamoto.
En 2006, Rümenapp, Ude et Poschwatta se réunissent et forment un nouveau groupe appelé IO, avec le chanteur américain Charles Simmons. Le groupe part en concert et publie son premier album For the Masses le 1er août 2008, mais se séparera temporairement après la reformation de Guano Apes en 2009.

### Retour etBel Air(2009–2014)
En 2009, Guano Apes se réunit et joue quelques concerts en Europe, à commencer par Sofia, en Bulgarie, puis Braga (Portugal), Nickelsdorf (Autriche), le Przystanek Woodstock (Pologne), le Rock am Ring et le Rock im Park (Allemagne), et Bucarest (Roumanie). À Bucarest, le groupe annonce un nouvel album
En avril 2011, le groupe publie son quatrième album studio, Bel Air, au label Columbia Europe. L'album atteint la première place des classements allemands. Ils y publient quatre singles : Oh, What a Night, Sunday Lover, This Time et When the Ships Arrive.

### Offline(depuis 2014)
Le 28 février 2014, Guano Apes publie son premier single en deux ans, intitulé Close to the Sun, et publie une bande-annonce de son cinquième album studio, Offline sur YouTube. En avril 2014, Offline est annoncé pour le 30 mai 2014.

## Membres
- Sandra Nasic - chant
- Henning Rümenapp - guitare
- Stefan Ude - basse
- Dennis Poschwatta - batterie

## Discographie

### Albums studio
- 1997 : Proud Like a God
- 2000 : Don't Give Me Names
- 2003 : Walking on a Thin Line
- 2003 : Live (album de Guano Apes)
- 2011 : Bel Air
- 2014 : Offline (en)
- 2017 : Proud Like a God XX

### Compilations
- 2004 : Planet of the Apes (compilation)
- 2006 : The Lost (T)Apes (Face B et démos)

### Singles
- Gogan
- 1997 : Open Your Eyes
- 1997 : Rain
- 1998 : Lords of the Boards
- 1999 : Don't You Turn Your Back on Me
- 2000 : Big in Japan
- 2000 : No Speech
- 2000 : Living in a Lie
- 2001 : Dödel Up
- 2001 : Kumba Yo! (en tant que Guano Babes avec Michael Mittermeier)
- 2003 : You Can't Stop Me
- 2003 : Pretty in Scarlet
- 2003 : Quietly
- 2004 : Break the Line
- 2011 : Oh, What a Night
- 2014 : Close to the Sun